# Hemsby
Hemsby is een civil parish in het bestuurlijke gebied Great Yarmouth, in het Engelse graafschap Norfolk met 3275 inwoners.